# Koen Verweij
Koen Verweij (Alkmaar, 26 augustus 1990) is een voormalig Nederlands langebaanschaatser, marathonschaatser en inline-skater.
Zijn succesvolste jaar was 2014 waarin hij een zilveren olympische medaille won op de 1500 meter, een gouden olympische medaille won op de ploegenachtervolging en wereldkampioen allround werd. Verweij schaatste in de seizoenen 2009/2010 en 2013/2014 voor TVM, in 2008/2009 schaatste Verweij nog bij Jong Oranje en tussen 2010 en 2013 kwam hij uit voor Team Van Veen (voorheen Hofmeier/Team Hart). In seizoen 2014/2015 schaatste Verweij voor Team Corendon, maar een seizoen later sloot Verweij zich aan bij de ploeg van Ireen Wüst. Na een "tussenjaar" besloot Verweij richting het Olympische seizoen 2017/2018 samen te gaan werken met de Russische selectie onder leiding van Kosta Poltavets. In 2018 nam Verweij opnieuw een sabbatical. In 2019 sloot Verweij zich aan bij Team Reggeborgh om in 2020 met zijn toenmalige vriendin Jutta Leerdam een eigen schaatsploeg te beginnen. In de zomer van 2022 stopte Verweij met wedstrijdschaatsen.

## Biografie

### Seizoen 2007/2008
Zijn eerste 10 kilometer reed Verweij tijdens het NK Allround 2008 in Groningen op 30 december 2007. Hier eindigde hij als vijfde, en mocht Verweij als reserve mee naar het EK Allround in Kolomna. SportWeek vroeg in Kolomna aan Verweij of hij op zijn huidige leeftijd beter is dan Sven Kramer destijds. Verweijs reactie daarop was dat zijn huidige tijden beter zijn dan die van Kramer toen hij zeventien jaar was. Eind februari 2008 werd Verweij tweede bij de WK Junioren in het Chinese Changchun. Ook stonden Jan Blokhuijsen (eerste) en Berden de Vries (derde) op het eindpodium en kleurden zodoende het ereschavot volledig rood-wit-blauw. Het was de eerste keer sinds 1997 dat het podium geheel bezet was door één land.

### Seizoen 2008/2009

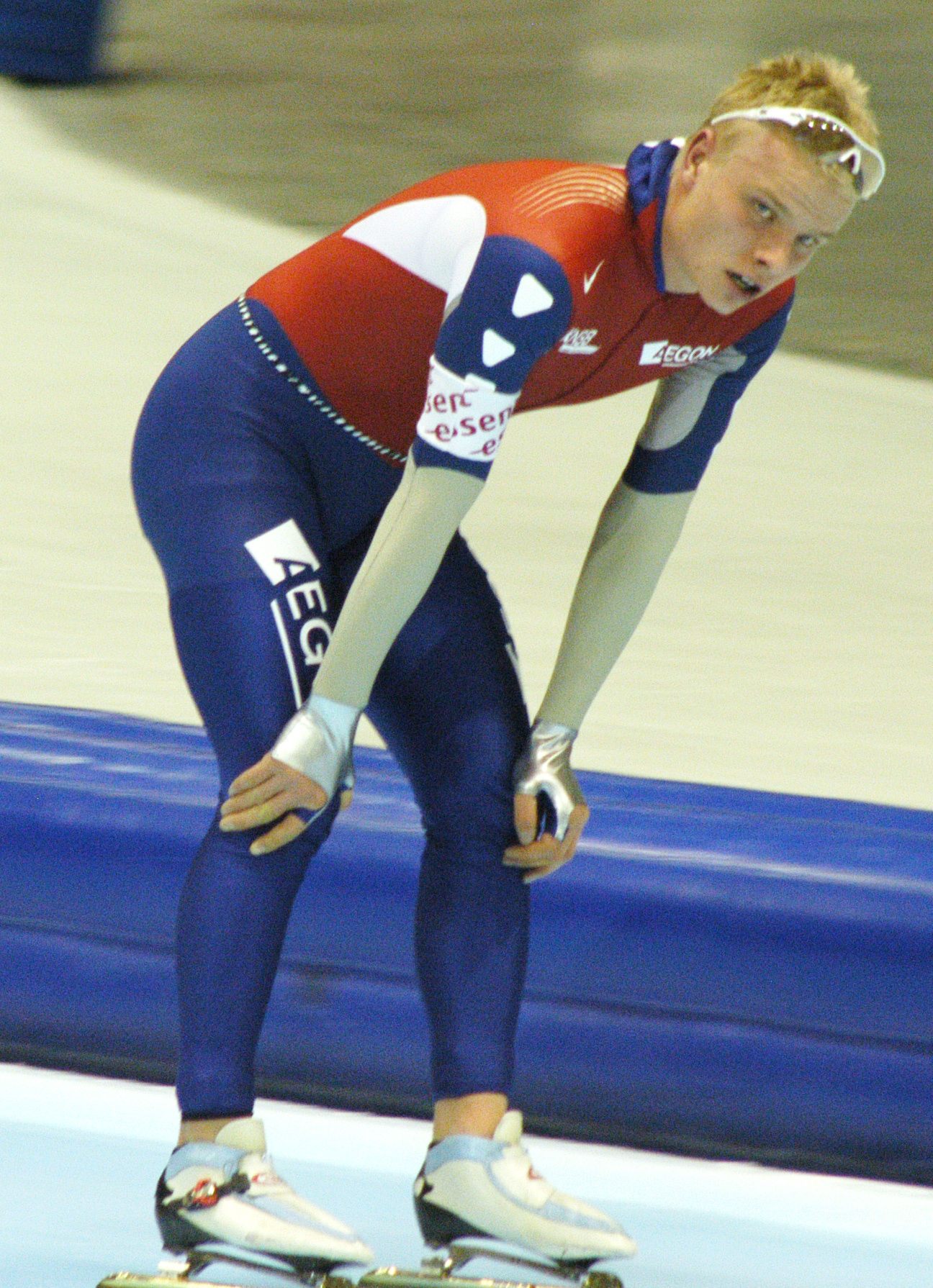
Verweij op het EK Allround 2009

Tijdens de eerste ISU World Cup Junioren op de buitenijsbaan van Asker won Verweij de 5000 meter. Bij het NK Allround 2009 op 28 december 2008 in Thialf eindigde hij als vierde, mede door een spectaculaire verbetering van zijn persoonlijke record op de 10 kilometer met bijna een halve minuut. Hierdoor wist hij zich te plaatsen voor het EK Allround 2009. Op de eerste dag kwam hij op dit toernooi ten val op de 500 meter, waardoor hij de kans op een topklassering verspilde, wel slaagde hij er in om de afsluitende 10 kilometer te mogen rijden en eindigde uiteindelijk op de twaalfde plaats. Op het WK junioren werd hij later dat seizoen wereldkampioen allround, op de 5000 meter en samen met Lucas van Alphen en Pim Cazemier op de ploegenachtervolging. Op 20 maart 2009 kreeg Verweij op het Gala Schaatser van het Jaar voor de tweede keer de Egbert van 't Oever Aanmoedigingsprijs uitgereikt.

### Seizoen 2009/2010
In maart 2009 maakte Verweij de overstap van Jong Oranje naar TVM, na ook Hofmeier overwogen te hebben. Op 6 juni 2009 won Verweij de 25e editie van de nationale skeelermarathon in Julianadorp in spagaatfinish.
Op de NK afstanden 2010 werd Verweij vierde op de 5000 meter en reed ook enkele wereldbekerwedstrijden, hij won zelfs een wereldbekerwedstrijd op de ploegenachtervolging. Verweij plaatste zich niet voor de Olympische Spelen en ook niet voor de grote allroundkampioenschappen. Wel verdedigde Verweij met succes zijn wereldtitel junioren op de 5000 meter en allround.

### Seizoen 2010/2011
In april 2010 besloot TVM het contract met Verweij niet te verlengen en Verweij stapte over naar Team Hart, waar hij met zijn oude trainer Jan van Veen herenigd werd. Op de NK afstanden 2011, zijn eerste grote wedstrijd in het tenue van Hart/Hofmeier, toonde Verweij nogmaals aan een echte allrounder te zijn; hij eindigde hij op drie afstanden in de top tien, maar wist zich nergens te plaatsen voor de wereldbeker. Later dat seizoen reed hij wel in de prijzen op het NK allround. Hij wist achter Wouter Olde Heuvel het zilver te bemachtigen en plaatste zich zo voor het EK allround in Collalbo. Hier haalde hij achter Ivan Skobrev en Jan Blokhuijsen het brons. Op de daaropvolgende WK Allround in Calgary liet hij de tweede tijd noteren op de 5000 meter en ging na één dag aan de leiding in het klassement, om uiteindelijk als 4e te eindigen. Op basis van deze resultaten wordt hij in 2011/2012 het gezicht van Essent.

### Seizoen 2011/2012
Verweij won dit seizoen brons op de WK allround en goud op de WK afstanden op de ploegenachtervolging. Omdat Team Hart zich terugtrekt uit de schaatssport liet Verweij op 29 februari 2012 weten een terugkeer naar zijn oude ploeg TVM niet uit te sluiten. Echter, hij bleef bij het sponsorloze Team Van Veen. In de zomer won hij nog het NK marathon skeeleren.
Vanaf 27 februari 2011 is Koen Verweij Ambassadeur van Stichting Michael-Wings

### Seizoen 2012/2013
Verweij rijdt dit seizoen op de langebaan voor Team Van Veen, maar rijdt daarnaast in marathons bij Team Wadro onder leiding van Henk Angenent. Bij de KPN NK Afstanden werd hij op de 1500 meter gediskwalificeerd. Echter, hij mag wel starten vanwege de aanwijsplek, verkregen door de selectiecommissie en bij de worldcupwedstrijd in Kolomna wint hij. Bij de KPN NK Allround kwam hij ten val op de 500 meter, waardoor hij het EK Allround mist. Ook op de NK Sprint was Verweij afwezig doordat hij zichzelf de dag voor de aanvang met een schaats in de enkel had gesneden – een snee van vijf centimeter tot op de pezen. Op 6 maart 2013 verliet Verweij het team, omdat hij geen deel uit wilde maken van de plannen onder de nieuwe hoofdsponsor die tijdens de World Cup Finale bekend werden gemaakt. Drie dagen later werd bekend dat hij zich per direct terug aansloot bij TVM.

### Seizoen 2013/2014

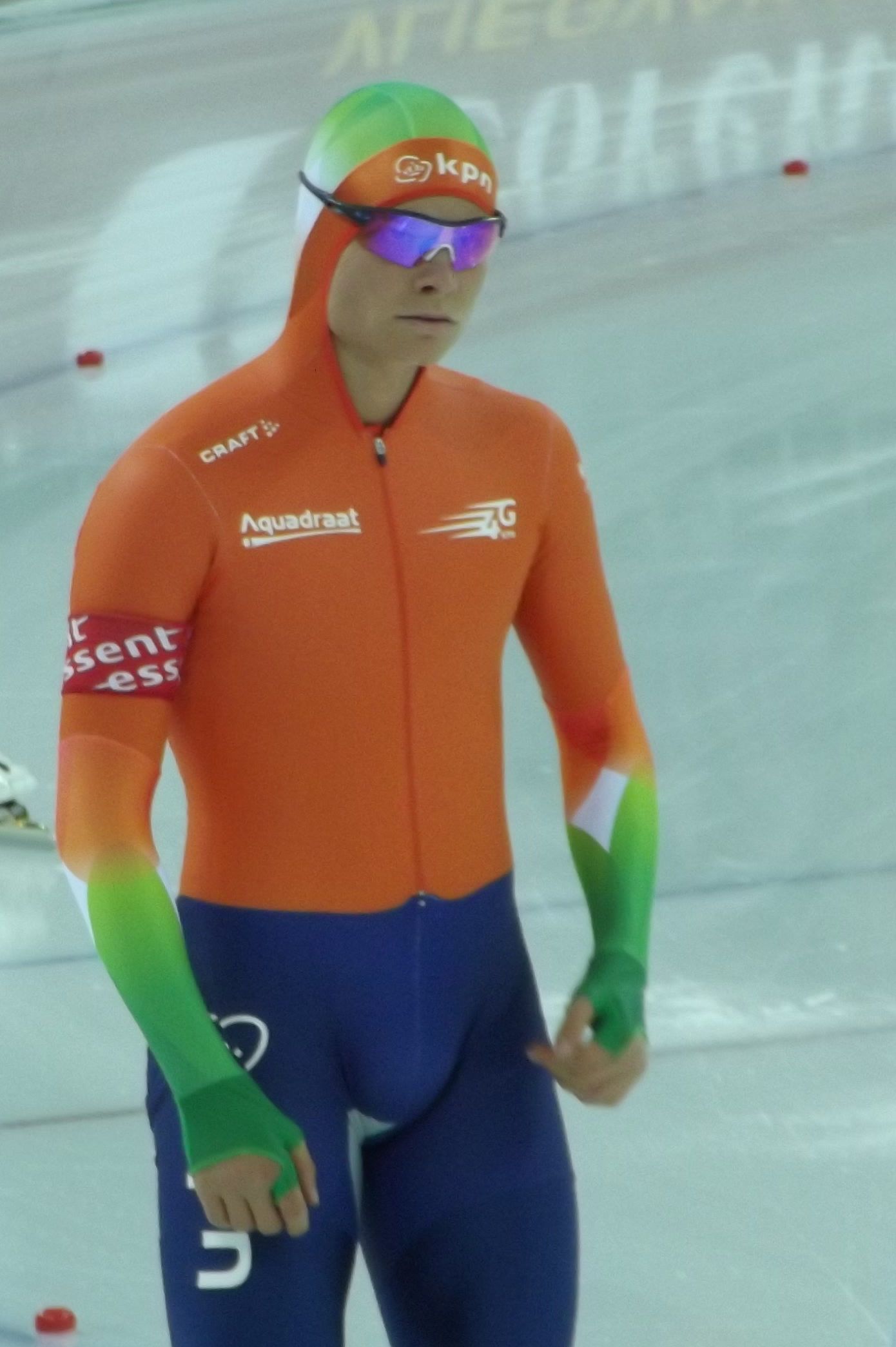
Koen Verweij in Sotsji (2013)

Het eerste nieuwe seizoen bij TVM werd sterk geopend, Verweij werd Nederlands kampioen op de 1500 meter en tweede op de 1000 meter. Op 12 januari 2014 werd hij achter Europees Kampioen Blokhuijsen tweede op het EK Allround in Hamar.
Op 15 februari 2014 werd hij in 1.45,009 tweede op de Olympische Spelen op de 1500 meter met drie duizendste verschil met de Pool Zbigniew Bródka. Op 21 februari mocht Verweij meedoen met de ploegenachtervolging. Hij reed alle drie de races en werd samen met Jan Blokhuijsen en Sven Kramer olympisch kampioen. Voor zijn verdiensten op de Olympische Spelen in Sotsji is Verweij benoemd tot Ridder in de Orde van Oranje-Nassau.
Een week na de Olympische spelen wist Verweij dankzij overwinningen op de 500, 5000, 1500 en een tweede plaats op de 10.000 m de Nederlandse Allround-titel te winnen. Vervolgens won hij ook het WK-allround 2014, voor nummer twee Jan Blokhuijsen.

### 2014: naar Corendon
In de zomer van 2014 maakte Verweij van het gestopte TVM de overstap naar Team Corendon van coach Jan van Veen. Op de NK Afstanden behaalde hij podiumplaatsen op de 1000 en de 1500 meter en werd hij zesde op de vijf kilometer. Na een bronzen medaille op de 1500 meter tijdens de eerste wereldbekerwedstrijden in Obihiro ging daalde zijn niveau. Na nog twee wereldbekers in Seoul en in Berlijn besloot Verweij de vierde wereldbeker in Heerenveen te laten schieten en hij belegde met zijn ploeg een trainingskamp in Lanzarote, om in vorm te zijn tijdens het NK Allround, het laatste weekend van 2014. Hier won Verweij de 500 meter, maar werd hij zesde op de vijf kilometer. Na een zilveren plak op de 1500 meter stelde de Noord-Hollander op de 10.000 meter maar ternauwernood een podiumplaats veilig op het eindpodium.
Op het EK Allround 2015 maakte Verweij het Kramer vrij lastig. Na winst op de 500 meter, een vierde plaats op de vijf kilometer en een zilveren medaille op de 1500 stond Verweij elf seconde voor op zijn ex-ploeggenoot. Die elf seconde verdedigde hij op de slotafstand, de tien kilometer waar hij vijfde werd, niet. Hij werd tweede, wel stelde hij plaatsing voor het WK Allround veilig. Op de WK afstanden in Heerenveen behaalde Verweij zijn eerste individuele afstandsmedaille door derde te worden op de 1500 meter achter Joeskov en Morrison.

### 2015: rentree
Na het seizoen sloot Verweij zich aan bij Team4Gold, de ploeg van zijn roomie Wüst nadat het al een tijdje rommelde tussen de atleten en Van Veen. De oud-trainer daarover: Verweij probeerde een machtswisseling te forceren middels een brief aan het management en de sponsor. Volgens Van Veen kwam Verweij met andere ideeën in de ploeg. Verweij ontkent dat hij in 2013 om financiële redenen brak met Van Veen.
Verweij trainde seizoen 2015/2016 mee bij Team JustLease.nl maar stond niet onder een officieel contract en reed geen officiële uitslagen. In april 2016 werd bekend dat hij daar vertrok en sindsdien financieel ondersteund werd door vastgoedmagnaat Dirk-Jan Bakker. Voor trainingsfaciliteiten sluit hij zich aan bij Team Plantina en wedstrijden rijdt hij in dat pak, maar Mark Hakkeling is zijn privé-trainer; Lucas van Alphen zijn sparringpartner. Na de KNSB Cup in Groningen ontfermde Ingrid Paul zich over Verweij op medisch vlak richting het NK Afstanden.

### 2017: onder Poltavets
Op 7 juni 2017 sloot Verweij zich aan op een trainingskamp van de Russische schaatsploeg onder leiding van Kosta Poltavets om zich voor te bereiden op het Olympische seizoen. Voornemen is om de samenwerking met onder meer sparringpartner Denis Joeskov aan te houden tot en met de Olympische Winterspelen in Gangneung. Op 3 december 2017 reed hij tijdens de derde wereldbekerwedstrijd in Calgary op de 1500 meter tegen Joeskov naar een nationaal record in 1.41,95. Een week later scherpte Verweij dit record verder aan tot 1.41,63. 

### Seizoen 2018/2019
In 2018 besloot Verweij opnieuw een sabbatical te nemen.

### Seizoen 2019/2020
Hij tekende in 2019 samen met zijn vriendin Jutta Leerdam een contract bij team Reggeborgh. Hierdoor kon
hij zich voorbereiden op de Olympische Spelen. Aan het einde van dat seizoen werd met instemming van beide kampen besloten dat de samenwerking zou worden beeindigd.

### Seizoenen 2020/2022
Verweij begon in 2020 met Leerdam een eigen schaatsploeg onder de naam NXTGEN. Eind 2022 werd Worldstream de naamgever en in oktober 2021 werd daar de naam van Corendon aan toegevoegd.  Verweij was directeur. Hij bleef daarnaast actief als wedstrijdschaatser, maar wist zich niet voor het Nederlands mannenteam of voor de olympische winterspelen in Beijing te plaatsen. Voorjaar 2022 werd het team (Worldstream-Corendon) opgeheven nadat Leerdam overstapte naar Jumbo-Visma. Begin augustus 2022 gaf Verweij aan voorgoed te stoppen als wedstrijdschaatser.

## Records

### Persoonlijke records
| Afstand      | Tijd     | Datum            | Baan           |
| ------------ | -------- | ---------------- | -------------- |
| 500 meter    | 35,64    | 12 februari 2011 | Calgary        |
| 1000 meter   | 1.06,94  | 10 december 2017 | Salt Lake City |
| 1500 meter   | 1.41,63  | 9 december 2017  | Salt Lake City |
| 3000 meter   | 3.42,86  | 25 februari 2017 | Inzell         |
| 5000 meter   | 6.09,51  | 10 november 2013 | Calgary        |
| 10.000 meter | 13.08,97 | 13 februari 2011 | Calgary        |

### Wereldrecords
| Nr. | Afstand       | Tijd     | Datum            | Baan           |
| --- | ------------- | -------- | ---------------- | -------------- |
| 1.  | Achtervolging | *3.37,17 | 9 november 2013  | Calgary        |
| 2.  | Achtervolging | *3.35,60 | 16 november 2013 | Salt Lake City |

|  | = huidig wereldrecord |

* samen met Sven Kramer en Jan Blokhuijsen

## Resultaten
| Jaar | NK afstanden                    | NK allround      | EK allround        | WK allround      | WK afstanden               | Olympische Spelen                                               | Wereldbeker                                                           | NK Junioren              | WK Junioren`                      |
| ---- | ------------------------------- | ---------------- | ------------------ | ---------------- | -------------------------- | --------------------------------------------------------------- | --------------------------------------------------------------------- | ------------------------ | --------------------------------- |
| 2008 |                                 | 5e (4e,7e,7e,8e) |                    |                  |                            |                                                                 |                                                                       |                          | · (6e,,) · achtervolging          |
| 2009 | 8e 1500 m 7e 5000 m             | 4e (7e,6e,7e,5e) | 12e (31e,6e,7e,8e) |                  |                            |                                                                 | · (,)                                                                 | · (5e,,) · achtervolging |                                   |
| 2010 | 9e 1500 m 4e 5000 m 8e 10.000 m | · (,6e,4e,5e)    |                    |                  |                            |                                                                 | 21e 5km/10km · achtervolging                                          | · (5e ,,)                | · (4e,,) · 1000 m · achtervolging |
| 2011 | 10e 1000 m 6e 1500 m 7e 5000 m  | · (,4e, 4e,)     | · (,,4e,4e)        | 4e · (5e,,7e,5e) | achtervolging              |                                                                 | 36e 1500 m 8e achtervolging                                           |                          |                                   |
| 2012 | 10e 1500 m 10e 5000 m           | · (4e,,)         | 4e (10e,7e,5e,5e)  | · (,4e ,6e,5e)   | 14e 1500 m · achtervolging | 11e 1500 m · 33e 5km/10km · achtervolging · 28e Grand World Cup |                                                                       |                          |                                   |
| 2013 | 8e 1000 m DQ 1500 m 9e 5000 m   | DNS2 (26e,-,-,-) |                    | NC9 (6e,6e,9e,-) | 14e 1500 m · achtervolging | 9e 1500 m · achtervolging · 27e Grand World Cup                 |                                                                       |                          |                                   |
| 2014 | 1000 m · 1500 m · 5e 5000 m     | · (,)            | · (4e,4e,,)        | · (,)            |                            | 6e 1000 m · 1500 m · achtervolging                              | 5e 1000 m · 1500 m · 24e 5km/10km · achtervolging · Grand World Cup   |                          |                                   |
| 2015 | 1000 m · 1500 m · 6e 5000 m     | · (,6e,,6e)      | · (,4e,,5e)        | NF1 (NF,-,-,-)   | 1500 m · achtervolging     |                                                                 | 16e 1000 m 11e 1500 m 24e 5km/10km 40e Massastart 32e Grand World Cup |                          |                                   |
|      |                                 |                  |                    |                  |                            |                                                                 |                                                                       |                          |                                   |
| 2017 | 4e 1000m 4e 1500m               | DNS3 · (,9e,-,-) |                    |                  |                            |                                                                 |                                                                       |                          |                                   |
| 2018 | 1000m · 1500m                   |                  |                    |                  |                            | 9e 1000m · 11e 1500m · massastart · achtervolging               | 11e 1000m 4e 1500m                                                    |                          |                                   |
|      |                                 |                  |                    |                  |                            |                                                                 |                                                                       |                          |                                   |
| 2020 | 5e 1000m · 1500m · massastart   |                  |                    |                  |                            |                                                                 |                                                                       |                          |                                   |
| 2021 |                                 | 5e · (,12e,,7e)  |                    |                  |                            |                                                                 |                                                                       |                          |                                   |

(#, #, #, #) = afstandspositie op allroundtoernooi (500m, 5000m, 1500m, 10000m). Junioren: (500m, 3000m, 1500m, 5000m)

### Wereldbekerwedstrijden

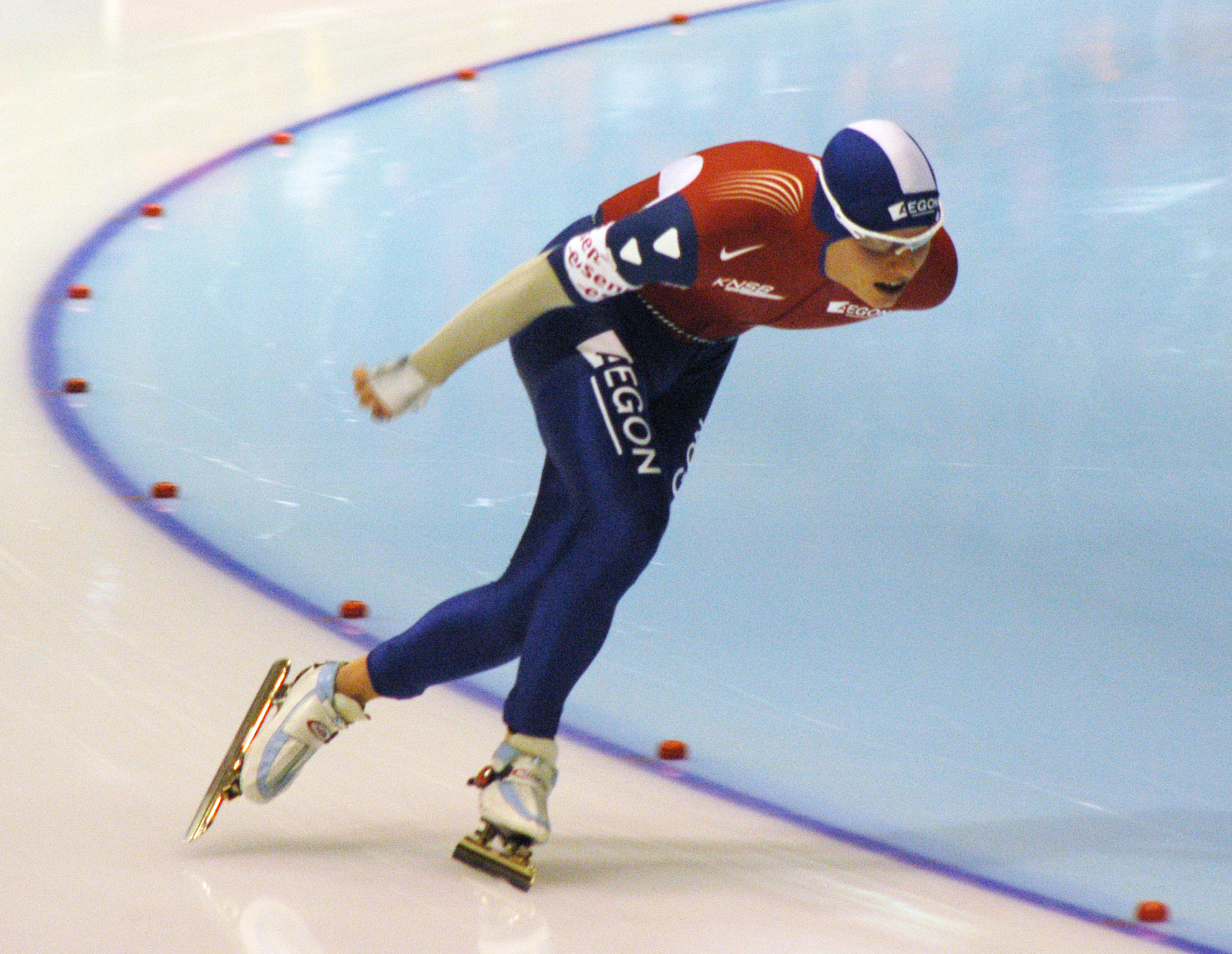
Verweij tijdens de 10.000 meter op het EK Allround 2009

| Seizoen   | 1000m                 | 1500m                    | 5000/10.000m`        | achtervolging | massastart   |
| --------- | --------------------- | ------------------------ | -------------------- | ------------- | ------------ |
| 2009/2010 |                       |                          | 7e, 11e, -*, -, -, - | , -, -, -     |              |
| 2010/2011 |                       | -, -, 3e, -, -, -        |                      | , 5e, -       |              |
| 2011/2012 |                       | -, -, -, 1e, 9e,         | -, -, -*, 2e, -*, -  | -, -, 11e, )  |              |
| 2012/2013 |                       | 10e, , 12e, 4e, 11e, 13e |                      | ,             |              |
| 2013/2014 | 4e, 9e, 8e, -, 4e, 5e | , , -, , )               | 5e, -, -*, -, -, -   | , , -, -      |              |
| 2014/2015 | 6e, 7e, 13e, -, -, -  | , 5e, 9e, -, -           | 6e, -*, -, - -       |               | -, 21e, -, - |

- = geen deelname
* = 10.000 meter
cursief = B-Divisie

### Medaillespiegel
| Kampioenschap     | Goud | Zilver | Brons |
| ----------------- | ---- | ------ | ----- |
| WK Junioren       | 6    | 2      | 3     |
| NK Afstanden      | 1    | 2      | 0     |
| NK Allround       | 1    | 2      | 1     |
| EK Allround       | 0    | 2      | 1     |
| WK Allround       | 1    | 0      | 1     |
| WK Afstanden      | 3    | 0      | 2     |
| Olympische Spelen | 1    | 1      | 2     |

## Privé
Van 2017 tot 2022 was Verweij samen met schaatsster Jutta Leerdam. Leerdam verbrak de relatie.
Sinds 2022 is Verweij actief als ambassadeur voor het sportmerk: 'Matchu Sports' 
2006: Anesi/Donagrandi/Fabris/Sanfratello ·
2010: Morrison/Giroux/Makowsky ·
2014: Blokhuijsen/Kramer/Verweij ·
2018: Bøkko/Henriksen/Nilsen/Pedersen ·
2022: Engebråten/Kongshaug/Pedersen